# 漫画天国
『漫画天国』（まんがてんごく）は、かつて存在した日本の漫画雑誌である。編集・発行芸文社。1960年創刊、1985年9月誌名変更、『GTコミック』（ジーティーコミック）となるも、1985年8月休刊。1964年9月には、月刊誌『別冊漫画天国』（べっさつまんがてんごく）を創刊している。2003年6月7日には、倉科遼プロデュースのもと月刊誌『漫画天国』を新たに創刊、復刊したが同年内に休刊した（第2期）。

## 略歴
- 1960年（昭和35年） - 8月、 週刊誌として創刊する（第1巻第1号）[2][3][7]。時期は不明であるがのちに月刊化した[2]。
- 1964年（昭和39年） - 9月、 月刊誌『別冊漫画天国』を創刊する[3]。
- 1985年（昭和60年） - 8月、第26巻第8号通巻592号をもって『漫画天国』を終了[2]、同年9月から『GTコミック』と誌名を変更、同月号を「第26巻第9号」とする[4]。
- 1986年（昭和61年） - 5月、第27巻第5号をもって休刊する[4]。
- 2003年（平成15年） - 6月7日、倉科遼プロデュースのもと月刊誌『漫画天国』を新たに創刊、7月号を発行する（第2期）[5]も、同年12月6日発売の第7号（1月号）をもって休刊した[6]。

## 概要
双葉社が同時期に創刊した『漫画ストーリー』（1962年 - 1974年、のちの『週刊パワァコミック』）とともに、漫画専門誌というよりも、漫画を柱としてヌードグラビアや記事を掲載した雑誌であり、「低俗週刊誌」と呼ばれ、1980年代以降の成人向け漫画、エロ漫画雑誌（成人向け漫画雑誌）に影響を与えたとされる。
笠間しろうらが本誌の連載でデビューしている。

## おもな掲載作品
- 『怪物マチコミ』、水木しげる、1966年掲載
- 『堕靡泥の星』、佐藤まさあき、1971年 - 1976年連載
- 『木枯し紋次郎』（全4話）、原作笹沢左保、作画小島剛夕、1972年連載

## 漫画天国増刊
第1期において、作家の傑作集を『漫画天国増刊』として随時発行した。下記はおもな増刊号である。
- 凡天太郎傑作集『猪の鹿お蝶』、凡天太郎、1970年発行
- 都島京弥傑作集『傷だらけの野獣』、都島京弥、1970年4月15日発行
- 月宮美兎・北竜一郎傑作選『餓狼伝謀殺の刻限・女体風の狼藉』、月宮美兎・北竜一郎、1970年７月10日発行
- 『戦国烈士伝』、左馬一平、1970年8月10日発行
- 木村仁傑作集『カサノバ情史』、木村仁、1970年9月30日発行
- 『長編劇画カスタム 北竜一郎書下ろし剣豪特集』、北竜一郎、1970年10月30日発行
- 月宮美兎傑作集『鬼哭の斬法』、月宮美兎、1971年1月25日発行
- 『猿の惑星』、黒田みのる、1971年6月7日発行
- 『凶状仁義』、いばら美喜、1971年7月20日発行
- 『新・千一夜物語』、木村仁、1971年9月17日発行
- 『堕靡泥の星誘拐密戯編』、佐藤まさあき、1977年9月23日発行
- 『雪子恋情』、山崎亨、1977年11月18日発行
- 『バージン戦争吉原編』、辰巳ヨシヒロ、1978年発行

## 第2期
2003年（平成15年）6月7日、倉科遼プロデュースのもと新創刊した月刊誌『漫画天国』の掲載作品は下記の通り。
漫画
- 『木枯し紋次郎』、原作笹沢左保、脚色滝上峻、画池辺かつみ、第1号 - 第7号連載
- 『姫トラお竜』、原案鈴木則文、脚色大場けいじ、画杉浦要之助、第1号 - 第7号連載
- 『真夜中の熱帯魚』、作倉科遼、画東克美、第1号 - 第7号連載
- 『ヒポクラテスの弟子』、作東史朗、画藤みき生、第1号 - 第7号連載
- 『夜叉』、作倉科遼、画和気一作、第1号 - 第2号連載
- 『止まり木ブルース』、原作塩崎利雄、脚色兜司郎、画ももなり高、第1号 - 第4号連載
- 『春売人』、作火野俊平、画上端たに、第1号 - 第6号連載
- 『女狩り』、作倉科遼、画佐多みさき、第1号・第6号
- 『浅草ラスベガス』、画宮田やすひろ、原作飛鳥いずみ、第1号 - 第6号連載
- 『薔薇の雫』、作南條司、画榊まさる、第1号
- 『黄昏酒場』、作倉科遼、画岩田和久、第2号 - 第3号連載
- 『花いじり』、作南條司、画毛利きみはる、第2号
- 『示談屋 The Negotiator』、作倉科遼、画左近土諒、第3号
- 『人妻狩り』、作・画大木太、第3号
- 『冒険児』、作天間ハジメ、画桂田健治、第4号 - 第7号連載
- 『夜の手配師』、作倉科遼、画岩田和久、原案武内晃一、第4号 - 第7号連載
- 『虎と蝶』、作倉科遼、画河承男、第4号
- 『1万円温泉ひとり旅』、作・画ほうりゅうりき、第6号 - 第7号連載
- 『悪女の微笑み』、作・画下条よしあき、第6号
- 『美乳の悪戯』、作・画大木太、第7号
- 『さわってほしい』、作・画ほんだあきと、第7号
- 『赤い口紅』、作・画毛利きみはる、第7号

グラビア
- 尾上綾、第3号

## 関連事項
- 芸文社
- コミックVAN
- 週刊パワァコミック
- 倉科遼
- 日本の漫画雑誌